# Annette Frier

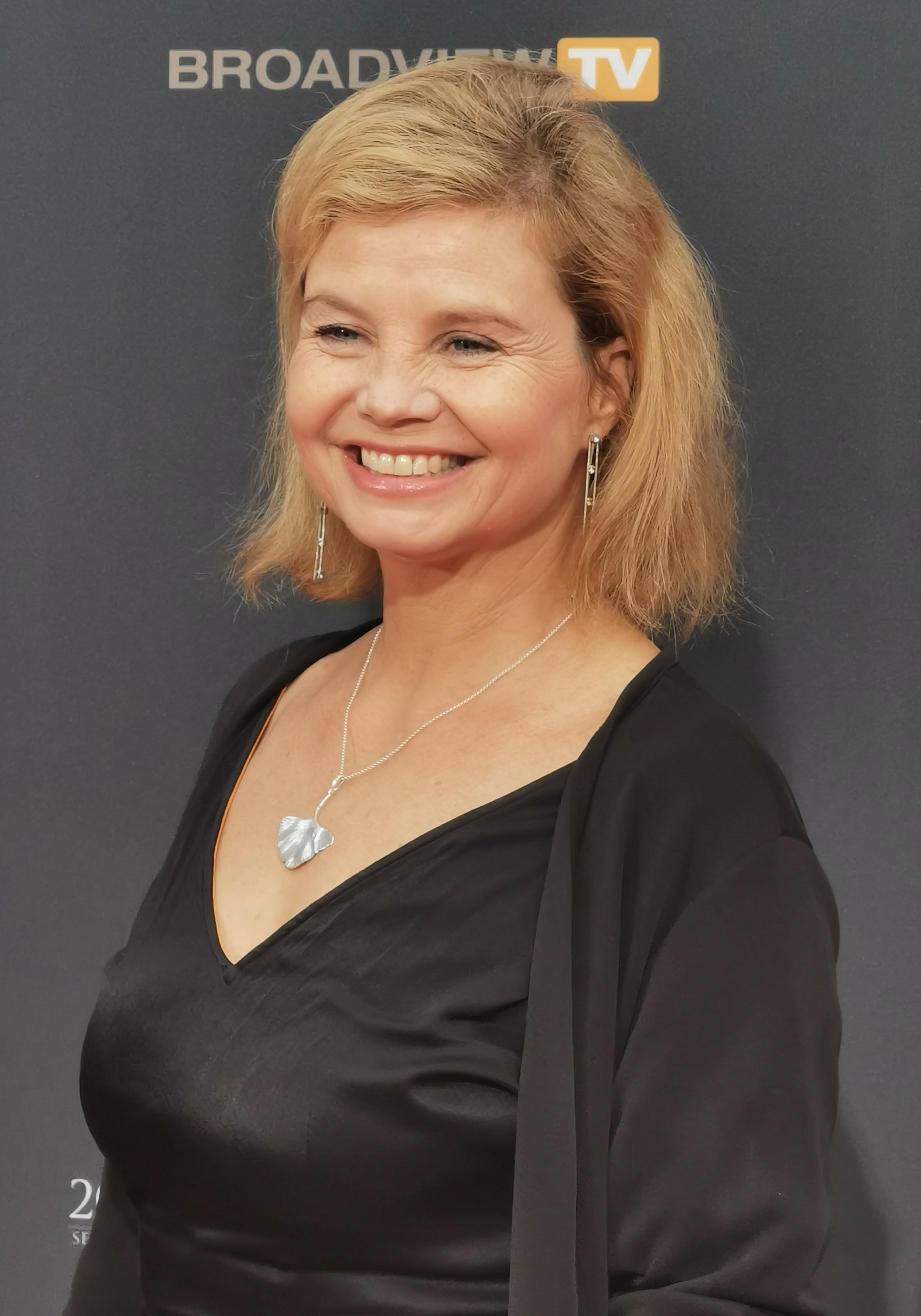
Annette Frier (2023)

Annette Frier (bürgerlich nach Heirat Annette Wünsche; * 22. Januar 1974 in Köln) ist eine deutsche Schauspielerin, Komikerin, Fernsehmoderatorin, Regisseurin sowie Sprecherin von Hörspielen und Hörbüchern.

## Leben und Karriere

### Ausbildung und Theater
Nach dem Abitur am Gymnasium Rodenkirchen studierte Frier von 1994 bis 1997 drei Jahre klassisches Schauspiel an der Schauspielschule der Keller und arbeitete als Theaterschauspielerin in Köln. Von 2005 bis 2007 spielte sie im Kölner Theater im Bauturm die Titelrolle in einer Inszenierung des Stücks Nora von Henrik Ibsen. 2015 war sie in Eine Familie: August Osage County von Tracy Letts unter anderem neben Friederike Kempter, Ursula Karusseit und Felix von Manteuffel im Theater am Kurfürstendamm in Berlin zu sehen. Im Februar 2008 gab sie im Theater im Bauturm in Köln ihr Regiedebüt mit einer Dramatisierung des Romans Am Hang.

### Film und Fernsehen
1994 gab Frier ihr Kameradebüt in einer Episode der Fernsehserie Familie Heinz Becker. Von 1997 bis 2001 spielte sie in 63 Folgen der RTL-Serie Hinter Gittern – Der Frauenknast die Rolle der Vivi Andrascheck. 2000 startete sie ihre Comedy-Karriere in der ProSieben-Sendung Switch. Daneben verkörperte sie von 2000 bis 2001 die Jenny in der Sat.1-Krimiserie SK Kölsch.
2002 und 2003 spielte sie an der Seite von Martin Armknecht in der Serie Du & Ich. Von 2004 bis 2007 war sie in der Improvisations-Comedyshow Schillerstraße zu sehen. 2006 gewann sie in der Kategorie „Beste Programmidee“ die Goldene Romy für Schillerstraße. 2009 übernahm sie in der Folge 123 einen Gastauftritt.

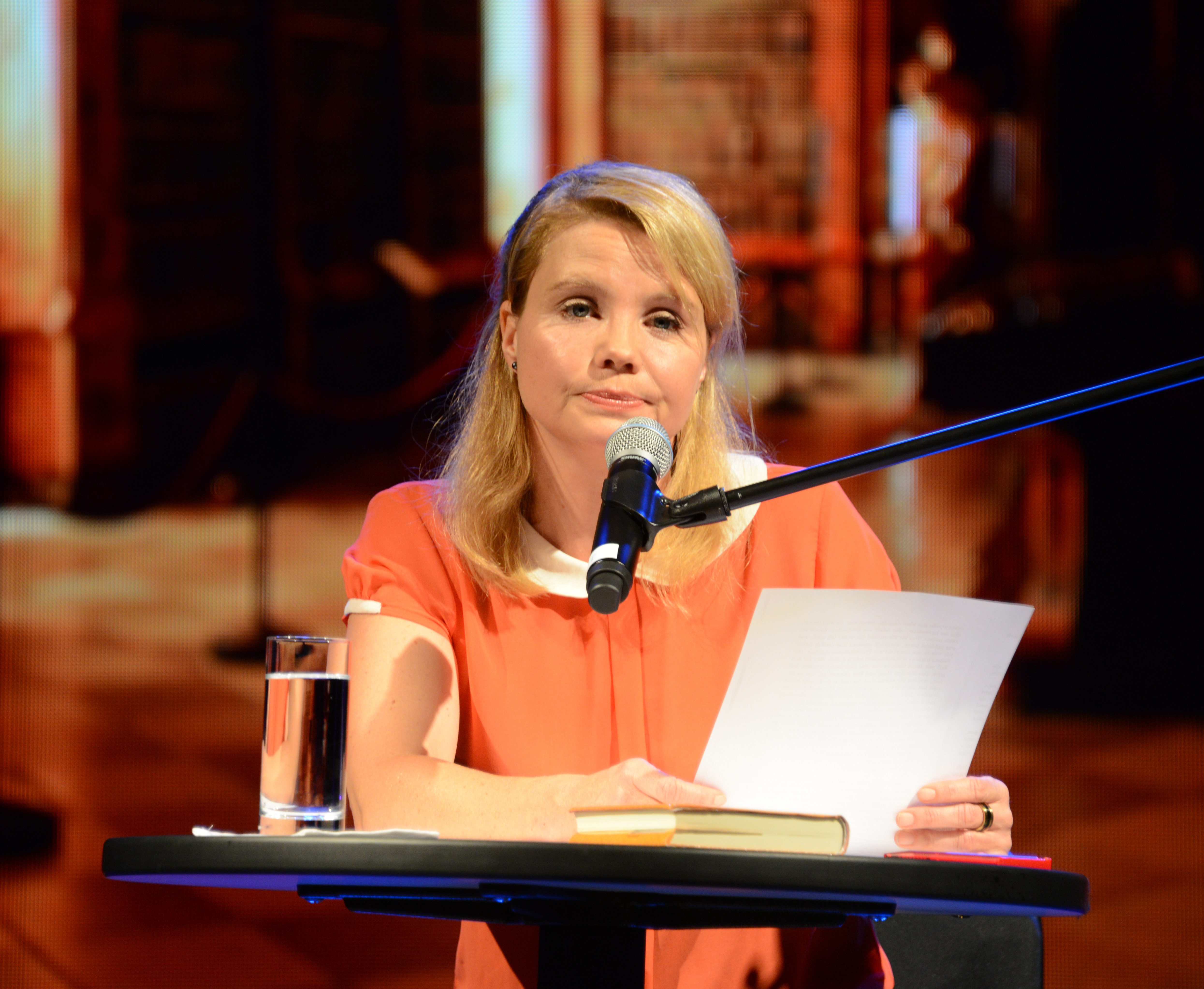
Annette Frier, 2013

Von 2010 bis 2014 übernahm Frier die Titelrolle in der Sat.1-Comedy-Serie Danni Lowinski, wofür sie mehrfach ausgezeichnet wurde. Im November 2016 wurden sie und der WDR-Fernsehfilm Nur eine Handvoll Leben von der Lebenshilfe mit dem BOBBY für vorbildliches Engagement für Menschen mit Behinderung ausgezeichnet. In der elfteiligen Dramedy-Serie Ella Schön aus der Herzkino-Reihe übernahm sie von 2018 bis 2022 die Titelrolle der angehenden Rechtsanwältin  mit Asperger-Syndrom.
Gemeinsam mit Christoph Maria Herbst spielte sie von 2019 bis 2021 über drei Staffeln die Hauptrolle in der Comedy-Fernsehserie Merz gegen Merz im ZDF. Im Januar 2021 war sie in der von Max Mutzke moderierten Sendung Lebenslieder zu Gast. Seit Oktober 2021 spricht sie den Text im Vorspann der Sendung mit der Maus.

### Moderation
Zwischen 2000 und 2002 war Frier Co-Moderatorin der Wochenshow auf Sat.1. 2004 moderierte sie die von Stefan Raab initiierte Castingshow SSDSGPS sowie 2005 den Bundesvision Song Contest. 2017 moderierte sie gemeinsam mit Antonia de Rendinger die zehnteilige arte-Dokureihe Ach, Europa!, die auch unter dem Titel Die Europasaga im ZDF, dort mit sechs Episoden, zu sehen war. 2020 begleitete sie im ZDF die Dokumentation Unvergesslich – Unser Chor für Menschen mit Demenz, die auf dem BBC-Format Our Dementia Choir basiert. Dabei wird der Frage nachgegangen, inwiefern gemeinschaftliches Singen auf die Lebenssituation von Menschen mit Demenz und deren Angehörigen einwirken kann.

### Familie und Privates

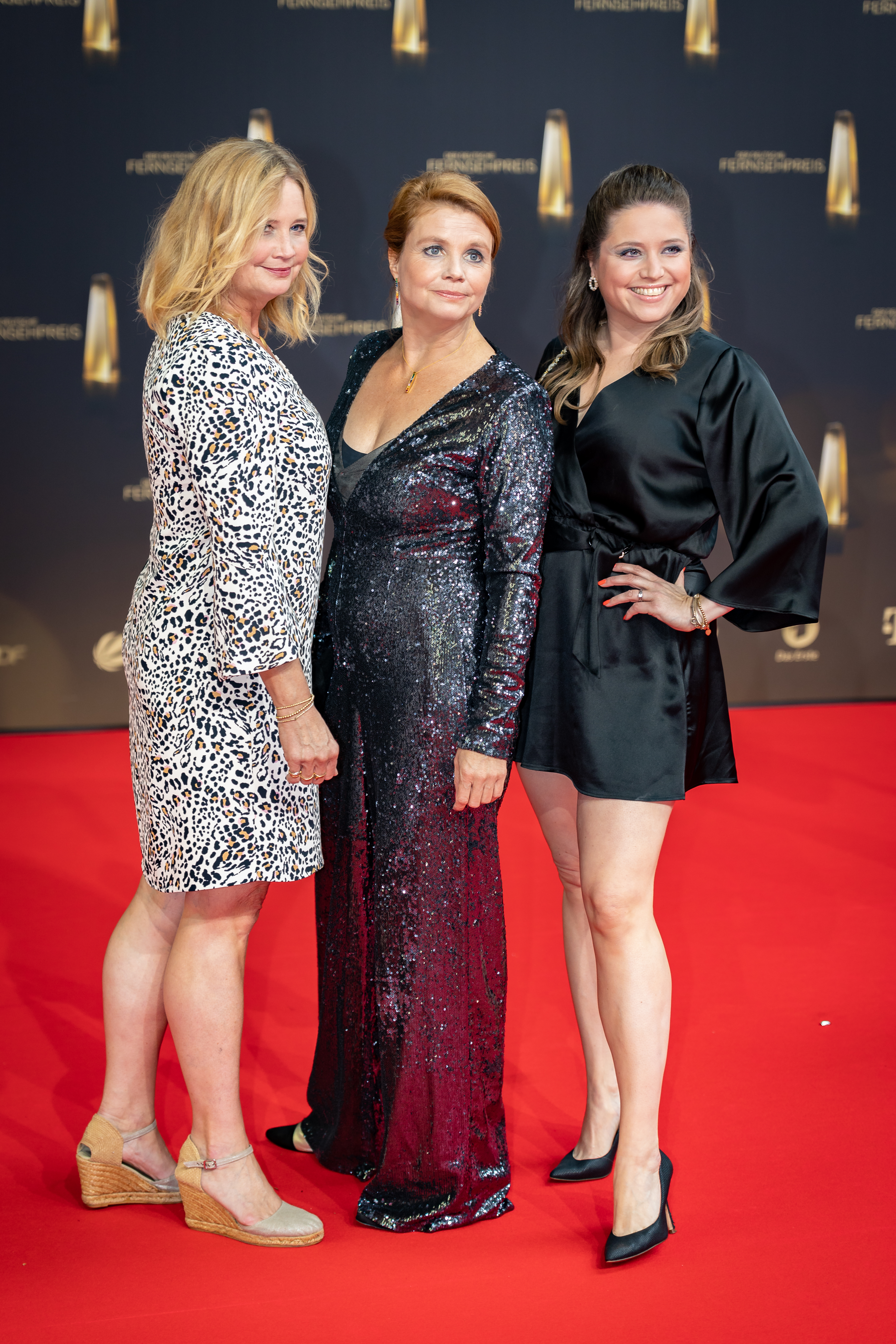
Annette Frier (Mitte) mit ihren Schwestern Sabine (links) und Caroline (rechts)

Annette Frier ist die Tochter der Lehrerin Mechthild Klocke (* 1946 in Bochum) und des Anwalts Jörg Frier (* 1947 in Köln; † 2003). Ihre ältere Schwester Sabine ist ihre Managerin; ihre jüngere Schwester ist die Schauspielerin Caroline Frier.
Seit August 2002 ist Frier mit dem 1955 in Bad Godesberg geborenen Drehbuchautor und Regisseur Johannes Wünsche verheiratet, Sohn des Pädagogen und Schriftstellers Konrad Wünsche (1928–2012). Sie ist Mutter von Zwillingen, die 2008 geboren wurden, und lebt in Köln.

## Filmografie

### Kinofilme
- 2004: Germanikus
- 2010: Rumpe & Tuli
- 2011: I Phone You
- 2012: Omamamia
- 2013: Das Phallometer oder Welcome to our Republic (Kurzfilm)
- 2015: Rico, Oskar und das Herzgebreche
- 2015: Ich bin dann mal weg
- 2017: Rock My Heart – Mein wildes Herz
- 2017: Lucky Loser – Ein Sommer in der Bredouille
- 2018: Jim Knopf und Lukas der Lokomotivführer
- 2019: Frau Mutter Tier
- 2019: Benjamin Blümchen
- 2020: Jim Knopf und die Wilde 13
- 2020: Ausgebremst (Kurzfilm)
- 2021: Bekenntnisse des Hochstaplers Felix Krull
- 2023: Der Pfau
- 2024: Die Heinzels – Neue Mützen, neue Mission (Stimme)
- 2025: Feste & Freunde – Ein Hoch auf uns!
- 2025: Mädchen, Mädchen

### Fernsehfilme
- 1997: Post Mortem – Der Nuttenmörder
- 2001: Welcher Mann sagt schon die Wahrheit
- 2003: Warten aufs Christkind
- 2006: Im Namen der Braut
- 2007: Teufelsbraten (Zweiteiler)
- 2007: Erdbeereis mit Liebe
- 2008: Die Schnüfflerin – Peggy kann’s nicht lassen
- 2009: Klick ins Herz
- 2009: E-Mail ins Glück
- 2010: Im Spessart sind die Geister los
- 2010: Lichtblau – Neues Leben Mexico
- 2010: Achtung Arzt!
- 2011: Geister all inclusive
- 2012: Und weg bist du
- 2012: Schleuderprogramm
- 2012: online – meine Tochter in Gefahr
- 2013: Nichts mehr wie vorher
- 2014: Die Mütter-Mafia
- 2014: Die Schlikkerfrauen
- 2014: Sophie kocht
- 2014: Die Schneekönigin
- 2015: Die Müttermafia-Patin
- 2015: Die Truckerin
- 2015: Weihnachts-Männer
- 2016: Die Truckerin – Eine Frau geht durchs Feuer
- 2016: Zwei Leben. Eine Hoffnung
- 2016: Nur eine Handvoll Leben
- 2018: Die Galoschen des Glücks
- 2019: Klassentreffen
- 2020: Unvergesslich – Unser Chor für Menschen mit Demenz (Dokumentation)
- 2020: Eine Almhütte für zwei
- 2022: Leben über Kreuz
- 2023: Überväter
- 2024: So weit kommt’s noch!

### Fernsehserien und -reihen
- 1994: Familie Heinz Becker (Folge 3x05: Die Busfahrt nach Lourdes)
- 1995: Verbotene Liebe (Folge 99)
- 1997–2000: Hinter Gittern – Der Frauenknast (57 Folgen)
- 1999: Switch – TV gnadenlos parodiert (12 Folgen)
- 2000–2002: SK Kölsch (18 Folgen)
- 2000–2002: Die Wochenshow (Moderation)
- 2001: Einmal Prinz zu sein (Sitcom)
- 2002–2003: Du und Ich (13 Folgen)
- 2004–2009: Schillerstraße (68 Folgen)
- 2005–2006: Alles außer Sex (20 Folgen)
- 2005: Alarm für Cobra 11 – Einsatz für Team 2 (Folge 2x04 Fahrschule)
- 2005–2008, seit 2013: Sesamstraße
- 2005: Edel & Starck (Folge 4x04: Schlaflos in Trier)
- 2006: Die Märchenstunde (Folge 1x02: Rapunzel oder Mord ist ihr Hobby)
- 2007: Das Traumschiff – San Francisco (Fernsehreihe)
- 2008: SOKO 5113 (Folge 33x07: Der Gehängte)
- 2009–2014, 2018–2020: Pastewka (mehrere Folgen)
- 2010–2014: Danni Lowinski (65 Folgen)
- 2010: Wir müssen reden! (8 Folgen)
- 2013: Der letzte Bulle (Folge Romeo und Julia)
- 2013: Geliebte Feinde – Die Deutschen und die Franzosen (10-teilige Doku)
- 2016–2019: Hotel Heidelberg (Fernsehreihe) → siehe Besetzung
- 2017: Nord Nord Mord – Clüver und die tödliche Affäre (Fernsehreihe)
- 2017: Simpel
- 2017: Ach, Europa! (10-teilige Doku)
- 2017: Das Pubertier (6 Folgen)
- 2017–2023: Kroymann
- 2018–2022: Ella Schön (Fernsehreihe)
  - 2018: Die Inselbegabung
  - 2018: Das Ding mit der Liebe
  - 2019: Die nackte Wahrheit
  - 2019: Sturmgeschwister
  - 2020: Feuertaufe
  - 2020: Schiffbruch
  - 2021: Land unter
  - 2021: Familienbande
  - 2022: Das Glück der Erde
  - 2022: Freischwimmer
  - 2022: Seitensprünge
- 2019–2021: Merz gegen Merz (24 Folgen)
- 2021: KBV – Keine besonderen Vorkommnisse (Webserie)
- 2021: Queens of Comedy (6 Folgen)
- 2021: LOL: Last One Laughing (Prime Video, 5 Folgen)
- seit 2021: Die Sendung mit der Maus (Sprecherin)
- 2023: HILLarious (3 Folgen)
- 2023: Wir können auch anders (Klimadoku)
- 2023: Merz gegen Merz – Hochzeiten
- 2023 #undwarumbistduhier (YouTube-Dokumentation)[11]
- 2024: Merz gegen Merz – Geheimnisse

### Fernsehauftritte (Auswahl)
- 2015, 2016, 2018, 2021, 2022, 2024, 2025: Wer weiß denn sowas? (ARD) (Kandidatin)

## Theater
- Bis 2013: Die Kleinbürgerhochzeit (Schauspielhaus Köln), Wahlverwandtschaften (Theater im Bauturm, Köln), Der eingebildete Kranke (Theater im Bauturm, Köln), Baumeister Solness (Theater im Bauturm, Köln), Leviathan (Theater Rampe, Stuttgart), Endstation Sehnsucht (Theater im Bauturm, Köln), Fräulein Else (Theater im Bauturm, Köln), RATS (Oper, Bonn), Die geheimen Leben von Henry & Alice (Gloria-Theater, Köln)
- 2004: Ben Hur (Titelrolle Comedia, Köln)
- 2005: Freunde zum Essen (Theater an der Kö', Düsseldorf)
- 2005–2007: Nora (Theater am Bauturm, Köln)
- 2008: Am Hang (Regiearbeit; Theater am Bauturm, Köln)
- 2010: Der nackte Wahnsinn (Haag, Linz/Österreich)
- 2013: Dinner for one – op Kölsch (Gloria-Theater, Köln) WDR
- 2015: Eine Familie – August: Osage County (Theater am Kurfürstendamm, Berlin)
- 2018: Gott der Allmächtige (Volksbühne am Rudolfplatz, Köln, und Theater am Kurfürstendamm, Berlin)[12]

## Auszeichnungen
- 1999: Puck als beste Nachwuchsschauspielerin
- 2004: Kölner Theaterpreis für Ibsens Nora, für die Darstellung von Nora
- 2005
  - Deutscher Fernsehpreis für Schillerstraße in der Kategorie beste Impro-Comedy, als Ensemblemitglied von Schillerstraße[13]
  - Radio Regenbogen Award für Schillerstraße in der Kategorie beste Comedy, als Ensemblemitglied von Schillerstraße[13]
  - Deutscher Comedypreis für Schillerstraße in der Kategorie beste Impro-Serie, als Ensemblemitglied von Schillerstraße[13]
- 2010
  - Bayerischer Fernsehpreis in der Kategorie Beste Schauspielerin in einer Serie für die Darstellung von Danni Lowinski
  - Quotenmeter.de-Fernsehpreis in der Kategorie Beste Hauptdarstellerin einer Serie für die Darstellung von Danni Lowinski[14]
  - Deutscher Fernsehpreis in der Kategorie Beste Serie als Ensemblemitglied von Danni Lowinski
  - Deutscher Comedypreis
    - Beste Schauspielerin
    - Beste Comedyserie als Ensemblemitglied von Danni Lowinski
- 2011
  - Goldene Nymphe beim Festival de Télévision de Monte-Carlo in der Kategorie Beste Schauspielerin in einer Comedy-Serie für die Darstellung von Danni Lowinski
  - Deutscher Comedypreis als Ensemblemitglied von Danni Lowinski
- 2012
  - Jupiter Award in der Kategorie beste Serie national als Ensemblemitglied von Danni Lowinski
- 2013
  - Quotenmeter.de-Fernsehpreis in der Kategorie Beste Hauptdarstellerin einer Serie für die Darstellung von Danni Lowinski
- 2014
  - Deutscher Fernsehpreis in der Kategorie Beste Serie als Ensemblemitglied von Danni Lowinski
  - Deutscher Comedypreis Beste Schauspielerin
- 2015
  - Münchhausen-Preis der Stadt Bodenwerder[15]
  - Jupiter Award als Beste Schauspielerin national für Danni Lowinski
- 2016
  - Bobby der Bundesvereinigung Lebenshilfe[16]
- 2020
  - Deutscher Lesepreis der Stiftung Lesen in der Kategorie Sonderpreis für prominentes Engagement[17]

## Hörspiele und Hörbücher (Auswahl)
- 2007: Lucy Sky auf hoher See von Paul Stewart und Chris Riddell, Patmos audio, ISBN 978-3-491-24139-8
- 2007: Liebe Sabine von Jan Weiler, Der Hörverlag DHV, ISBN 978-3-86717-129-8
- 2007: Kosmo und Klax. Alle Geschichten zum Erleben von Alexandra Helmig, mixtvision Verlag, ISBN 978-3-939435-17-4
- 2008: Drachensaat von Jan Weiler, Der Hörverlag DHV, ISBN 978-3-86717-322-3
- 2009: Eine Frau – Ein Buch von Heike Blümmer und Jaqueline Thomae, Random House Audio
- 2009: Dr. Impossible schlägt zurück (gemeinsam mit Bernhard Hoëcker) von Austin Grossman
- 2009: MS Romantik von Jan Weiler, Der Hörverlag DHV, ISBN 978-3-86717-418-3
- 2010: Kosmo und Klax. ABC-Geschichten zum Erleben von Alexandra Helmig, mixtvision Verlag, ISBN 978-3-939435-28-0
- 2010: Entschuldigung, sind Sie die Wurst? (gemeinsam mit Michael Kessler) von Felix Anschütz, Nico Degenkolb, Krischan Dietmaier, Thomas Neumann; Random House Audio, ISBN 978-3-8371-0552-0
- 2010: Uwes letzte Chance von Jan Weiler. Der Hörverlag DHV, ISBN 978-3-86717-610-1
- 2011: Die Herrenausstatterin von Mariana Leky, Starke Stimmen: BRIGITTE Hörbuch-Edition, ISBN 978-3-8371-0880-4
- 2011: Verdammte scheiße, schlaf ein! (gemeinsam mit Michael Mittermeier)
- 2012: Donald Rabbit & Micki Kuchen von Thomas Krüger, LAUSBUCH Kinderbuch Verlag in der Schall & Wahn GmbH
- 2012: Winnie Puhh. Gute-Nacht-Geschichten, Egmont Ehapa Verlag GmbH
- 2012: Erst ich ein Stück, dann du – Mirella und das Nixen-Geheimnis von Patricia Schröder, cbj Audio
- 2012: Erst ich ein Stück, dann du – Kleines Pony, großes Glück von Patricia Schröder, cbj Audio
- 2012: Die Kiste der Beziehung. Wenn Paare auspacken von Sonja Schönemann und Ralf Husmann, Argon Verlag GmbH
- 2013: Ist meine Hose noch bei euch? von Anna Koch und Axel Lilienblum, Der Audio Verlag GmbH
- 2013: Ich guck mal, ob du in der Küche liegst von Anna Koch und Axel Lilienblum, Der Audio Verlag
- 2013: Hier kommt Greta von Andrea Schütze, Oetinger Media GmbH
- 2013: Ich glaube, ich bin jetzt mit Nils zusammen von Ella Carina Werner und Nadine Wedel, Argon Verlag GmbH
- 2013: Amanda Babbel und die tückische Torte von Kjartan Poskitt, Sauerländer Audio
- 2013: Amanda Babbel und die platzende Paula von Kjartan Poskitt, Sauerländer Audio, ISBN 978-3-7373-6578-9
- 2013: Ganz klar Greta, von Andreas Schütze, Oetinger Media GmbH
- 2013: Dann press doch selber, Frau Dokta! von Josephine Chaos, Argon Verlag, ISBN 978-3-8398-1216-7
- 2013: Das Babyprojekt von Jan Weiler, Der Hörverlag GmbH
- 2013: Du hast mich auf dem Balkon vergessen von Anna Koch und Axel Lilienblum, Der Audio Verlag GmbH
- 2014: Die Mütter-Mafia – Das Hörspiel zum Film, Lübbe Audio
- 2017: Tod unter Gurken von Kai Magnus Sting, SWR
- 2017: Eingeschlossene Gesellschaft von Jan Weiler, WDR
- 2018: Die schlimmsten Kinder der Welt von David Walliams, Argon Verlag
- 2018: Tod unter Lametta von Kai Magnus Sting, SWR
- 2021: Familie von Stibitz und der Riesenlolli von Anders Sparring und Per Gustavsson, WDR
- 2021: Familie von Stibitz. Die Ganoven-Omi von Anders Sparring und Per Gustavsson, WDR
- 2021: Familie von Stibitz. Ein hundsgemeiner Polizist von Anders Sparring und Per Gustavsson, WDR
- 2021: Die Mitternachtsbibliothek von Matt Haig, Argon Verlag & BookBeat
- 2021: Was, wenn wir einfach die Welt retten? von und mit Frank Schätzing, der Hörverlag
- 2022: Das fantastische fliegende Fundbüro von Andreas Hüging und Angelika Niestrath, der Hörverlag
- 2022: Peak Meat. Die Fleischkriege von Walter Filz, SWR
- 2023: Sophie und der Riese von Roald Dahl, der Hörverlag
- 2024: Mord im Wüstenexpress von Kai Magnus Sting, SWR
- 2024: DreamLab von Rhea Schmid und Thomas Kornmaier, NDR[18]